# Gregg Rolie
Gregg Alan Rolie (n. 17 iunie 1947, Seattle, Washington) este un claviaturist, organist și cântăreț american și unul din membrii fondatori ai trupelor Santana, Journey, The Storm, Abraxas Pool cât și a actualei sale formații, Gregg Rolie Band. Rolie a fost inclus în Rock and Roll Hall of Fame cu Santana.